# Fabio Menghi
Fabio Menghi (Rimini, 19 febbraio 1986) è un pilota motociclistico italiano.
Anche suo fratello, Omar Menghi, corre come pilota motociclistico professionista.

## Carriera
Menghi inizia a correre come pilota professionista nel 2002 a vari livelli nel campionato Italiano Velocità. Nel 2009 si classifica settimo nella prima edizione del campionato italiano Stock 600 mentre nel 2010 è pilota titolare nel CIV Supersport dove si classifica quattordicesimo. Nella stessa stagione fa il suo esordio in una competizione internazionale partecipando al campionato mondiale Supersport in qualità di wild card al Gran Premio di San Marino sulla pista di Misano Adriatico. Chiude la gara al diciassettesimo posto. Nella stagione successiva partecipa nuovamente come wild card ad una gara del mondiale Supersport, lo fa in sella ad una Yamaha YZF-R6 del team VFT Racing, anche in questo caso non ottiene punti. Sempre nel 2011 chiude al settimo posto nel campionato Italiano Supersport. Dalla stagione 2012 diventa pilota titolare nel mondiale Supersport, con lo stesso team e la stessa moto con cui esordì in questa categoria. Riesce ad ottenere tre punti che gli valgono il trentaseiesimo posto assoluto. Sempre nel 2012, è iscritto ad alcune gare del Campionato Italiano Supersport ma non scende in pista. Nel 2013 è nuovamente pilota titolare nel mondiale Supersport. In questa stagione è costretto a saltare alcune gare per infortunio, il suo posto viene preso, in questo frangente, da Alessia Polita. Pur ottenendo lo stesso numero di punti della stagione precedente, Menghi migliora la sua posizione in campionato chiudendo al ventottesimo posto in campionato. Sempre nel 2013, conquista due piazzamenti a podio ed il tredicesimo posto nel campionato Italiano Supersport.
Nel 2014 inizia la terza stagione consecutiva come pilota titolare del team VFT Racing, migliora la propria posizione in campionato chiudendo la stagione al diciottesimo posto. Totalizza venti punti mondiali, miglior risultato stagionale è il sesto posto in gara ottenuto nel Gran Premio d'Italia sul circuito di Imola. Il 2015 è la quarta stagione completa per Menghi nel mondiale Supersport, sempre con Yamaha e con VFT Racing. Migliora ancora il proprio punteggio, totalizzando quarantaquattro punti mondiali ed il quindicesimo posto in classifica finale. Miglior risultato stagionale è il sesto posto in gara ottenuto nel Gran Premio d'Italia sul circuito di Misano Adriatico.
Per il 2016 Menghi si trasferisce nel campionato mondiale Superbike in sella ad una Ducati Panigale del team VFT Racing. È costretto a saltare i primi sette appuntamenti del campionato a causa di un grave infortunio subito nei test pre-stagionali sul circuito di Phillip Island. Il suo posto nel team VFT Racing viene preso dai connazionali Matteo Baiocco nelle prime gare e Luca Scassa nelle successive. Menghi partecipa di fatto al solo Gran Premio d'Italia a Misano chiudendo entrambe le gare fuori dalla zona punti.
Nel 2017, oltre a disputare il campionato Italiano Velocità, partecipa in qualità di wild card al Gran Premio d'Italia del mondiale Superbike sul circuito di Misano Adriatico con lo stesso team e la stessa moto della stagione precedente. Non ottiene punti validi per la classifica piloti. Nel biennio 2018-2019 è pilota titolare nel campionato italiano con il team VFT Racing conquistando saltuariamente la zona punti.

## Risultati in gara

### Campionato mondiale Supersport
| 2010 | Moto   |  |  |  |  |  |  |  |    |  |  |  |  |  |  | Punti | Pos. |
| ---- | ------ |  |  |  |  |  |  |  | -- |  |  |  |  |  |  | ----- | ---- |
| 2010 | Yamaha |  |  |  |  |  |  |  | 17 |  |  |  |  |  |  | 0     |      |

| 2011 | Moto   |  |  |  |  |  |  |  |  |  |    |  |  |  |  | Punti | Pos. |
| ---- | ------ |  |  |  |  |  |  |  |  |  | -- |  |  |  |  | ----- | ---- |
| 2011 | Yamaha |  |  |  |  |  |  |  |  |  | NP |  |  |  |  | 0     |      |

| 2012 | Moto   |    |     |     |    |    |     |    |    |    |    |     |     |    |  | Punti | Pos. |
| ---- | ------ | -- | --- | --- | -- | -- | --- | -- | -- | -- | -- | --- | --- | -- |  | ----- | ---- |
| 2012 | Yamaha | 15 | Rit | Rit | 21 | 24 | Rit | 14 | 21 | 22 | 17 | Rit | Rit | 21 |  | 3     | 36º  |

| 2013 | Moto   |     |    |    |     |     |    |    |    |    |    |    |    |  |  | Punti | Pos. |
| ---- | ------ | --- | -- | -- | --- | --- | -- | -- | -- | -- | -- | -- | -- |  |  | ----- | ---- |
| 2013 | Yamaha | Rit | 14 | NP | Inf | Inf | 24 | 15 | AN | 24 | 24 | 16 | NP |  |  | 3     | 28º  |

| 2014 | Moto   |   |    |    |   |     |     |    |    |    |     |    |  |  |  | Punti | Pos. |
| ---- | ------ | - | -- | -- | - | --- | --- | -- | -- | -- | --- | -- |  |  |  | ----- | ---- |
| 2014 | Yamaha | 9 | 15 | 15 | 6 | Rit | Rit | 17 | 15 | 17 | Rit | 18 |  |  |  | 20    | 18º  |

| 2015 | Moto   |    |     |   |    |    |     |    |   |    |     |    |    |  |  | Punti | Pos. |
| ---- | ------ | -- | --- | - | -- | -- | --- | -- | - | -- | --- | -- | -- |  |  | ----- | ---- |
| 2015 | Yamaha | 15 | Rit | 7 | 12 | 12 | Rit | 10 | 6 | 12 | Rit | 20 | 10 |  |  | 44    | 15º  |

| Legenda | 1º posto        | 2º posto            | 3º posto           | A punti      | Senza punti        | Grassetto – Pole position Corsivo – Giro più veloce |
| Legenda | Gara non valida | Non qual./Non part. | Ritirato/Non class | Squalificato | '-' Dato non disp. | Grassetto – Pole position Corsivo – Giro più veloce |

### Campionato mondiale Superbike
| 2016 | Moto   |  |  |  |  |  |  |  |  |  |  |  |  |  |  |    |    |    |    |  |  |  |  |  |  |  |  |  |  | Punti | Pos. |
| ---- | ------ |  |  |  |  |  |  |  |  |  |  |  |  |  |  | -- | -- | -- | -- |  |  |  |  |  |  |  |  |  |  | ----- | ---- |
| 2016 | Ducati |  |  |  |  |  |  |  |  |  |  |  |  |  |  | 18 | 17 | NP | NP |  |  |  |  |  |  |  |  |  |  | 0     |      |

| 2017 | Moto   |  |  |  |  |  |  |  |  |  |  |  |  |     |     |  |  |  |  |  |  |  |  |  |  |  |  |  |  | Punti | Pos. |
| ---- | ------ |  |  |  |  |  |  |  |  |  |  |  |  | --- | --- |  |  |  |  |  |  |  |  |  |  |  |  |  |  | ----- | ---- |
| 2017 | Ducati |  |  |  |  |  |  |  |  |  |  |  |  | Rit | Rit |  |  |  |  |  |  |  |  |  |  |  |  |  |  | 0     |      |

| Legenda | 1º posto        | 2º posto            | 3º posto           | A punti      | Senza punti        | Grassetto – Pole position Corsivo – Giro più veloce |
| Legenda | Gara non valida | Non qual./Non part. | Ritirato/Non class | Squalificato | '-' Dato non disp. | Grassetto – Pole position Corsivo – Giro più veloce |